# Xestomyia pamirensis
Xestomyia pamirensis är en tvåvingeart som beskrevs av Willi Hennig 1964. Xestomyia pamirensis ingår i släktet Xestomyia och familjen husflugor. Inga underarter finns listade i Catalogue of Life.